# Sotetsu série 12000
La série 12000 (12000系, 12000-kei) de Sotetsu est un type de rame automotrice exploité depuis 2019 par la compagnie Sagami Railway (Sotetsu) dans le grand Tokyo.

## Description
Les rames série 12000 sont composées de 10 voitures avec chacune 4 paires de portes. Elles sont construites par la Japan Transport Engineering Company (J-TREC) et font partie de la gamme Sustina.
L'espace voyageurs se compose de banquettes longitudinales avec des housses de siège de couleur grise. Chaque voiture comprend un espace pour les usagers en fauteuils roulants et les poussettes.
Les rames portent une livrée bleu foncé appelée YOKOHAMA NAVYBLUE, la nouvelle identité visuelle de la compagnie.

## Histoire
Les premières rames de la série 12000 sont entrées en service le 20 avril 2019.

## Services
Les rames effectuent les services interconnectés entre le réseau Sotetsu et la ligne Saikyō de la JR East.

## Galerie photos

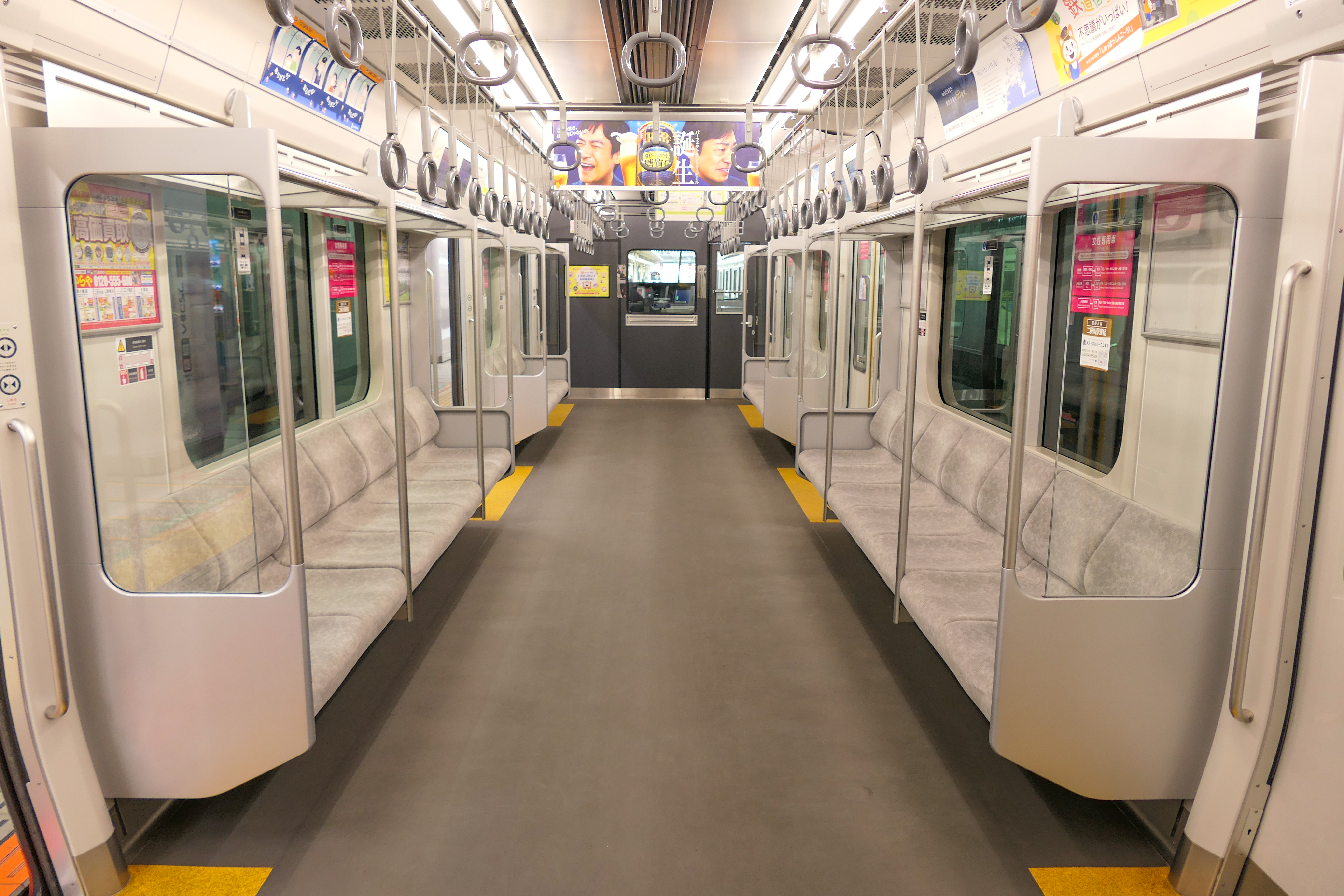
Intérieur de la rame.
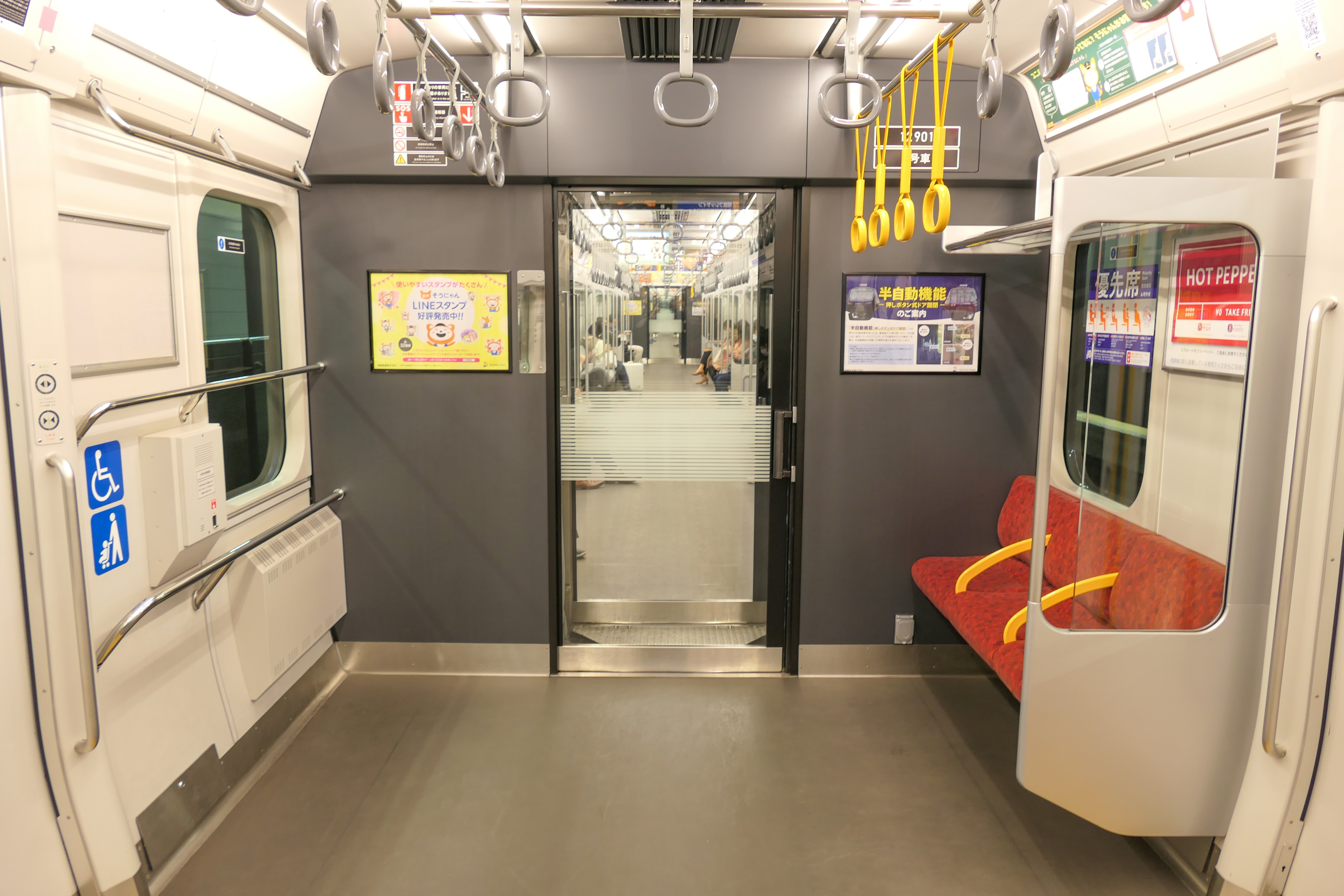
Sièges prioritaires.
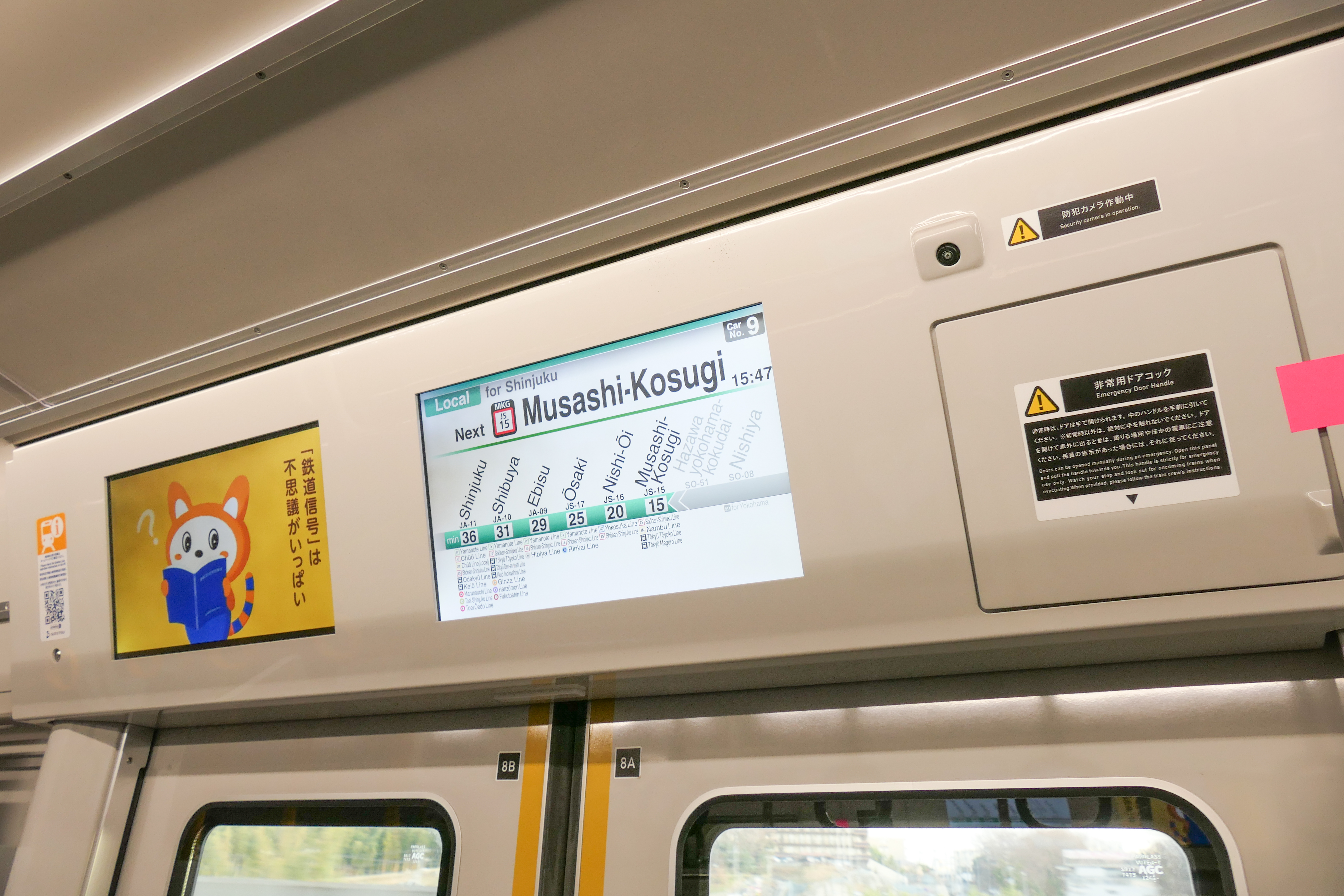
Ecrans d'information voyageurs.